# Peter Stormare
Rolf Peter Ingvar Storm, dit Peter Stormare est un acteur, directeur de théâtre, écrivain et musicien suédois naturalisé américain, né le 27 août 1953 à Kumla. Il travaille principalement aux États-Unis.
Sa notoriété internationale date de sa participation au film Fargo, de Joel Coen, dans lequel il interprète Gaear Grimsrud, un tueur psychopathe. Il est aussi connu pour son rôle de John Abruzzi, ancien patron de la mafia et l'un des huit évadés de Fox River dans la série télévisée Prison Break, ou encore pour son rôle dans Dancer in the Dark de Lars von Trier.

## Biographie
Rolf Peter Ingvar Storm est né le 27 août 1953 à Kumla en Suède.
Il a grandi à Arbrå, Hälsingland.
Il choisit son pseudonyme quand il se rend compte qu'il porte le même nom qu'un de ses collègues plus âgé dans son cours d'acteurs.

### Vie privée
Peter Stormare a été marié à Karen Sillas de 1989 à 2006. Il est remarié à Toshimi Stormare depuis 2008.
Il a deux filles, Kelly Stormare, née en 1989 et Kaiya Bella Luna Stormare, née en 2009.

## Carrière
De formation théâtrale, Peter Stormare joue pendant une quinzaine d'années au Théâtre national de Suède et participe à cinq grandes tournées internationales dirigées par le metteur en scène suédois Ingmar Bergman : Hamlet, Long day's journey into night, Mademoiselle Julie, Le Roi Lear et Les Bacchantes.
Sa première apparition au cinéma dans un film connu remonte à 1982 où il interprète un petit rôle dans Fanny et Alexandre d’Ingmar Bergman.
Il joue aussi en 1986 dans Den frusna leoparden (sv), un drame de l’Islandais Lárus Ýmir Óskarsson.
Enchaînant les petits rôles dans quelques longs métrages suédois comme Freud quitte la maison (en) (1991) de la Danoise Susanne Bier, il s'installe aux États-Unis en 1992.
Ayant préalablement incarné un neuro-chimiste sur la défensive dans L'Éveil (1990) de Penny Marshall, Peter Stormare donne la réplique à Jeremy Irons et Juliette Binoche dans le drame Fatale (1992) de Louis Malle. C'est en 1996 qu'il accède véritablement à la consécration grâce à sa prestation de Gaear Grimsrud, le malfrat taciturne et brutal complice de Carl Showalter (interprété par Steve Buscemi), dans Fargo des frères Joel et Ethan Coen. Il tourne à nouveau sous leur direction en 1997 dans The Big Lebowski.
Son physique imposant et sa mine patibulaire lui permettent d'incarner des personnages inquiétants comme Shayes, un froid et mystérieux tueur à gages dans Code Mercury (1998) de Harold Becker, un dangereux trafiquant de snuff movies dans 8 millimètres (1999) de Joel Schumacher ou encore un ami peu recommandable dans Bruiser (2000) de George A. Romero.

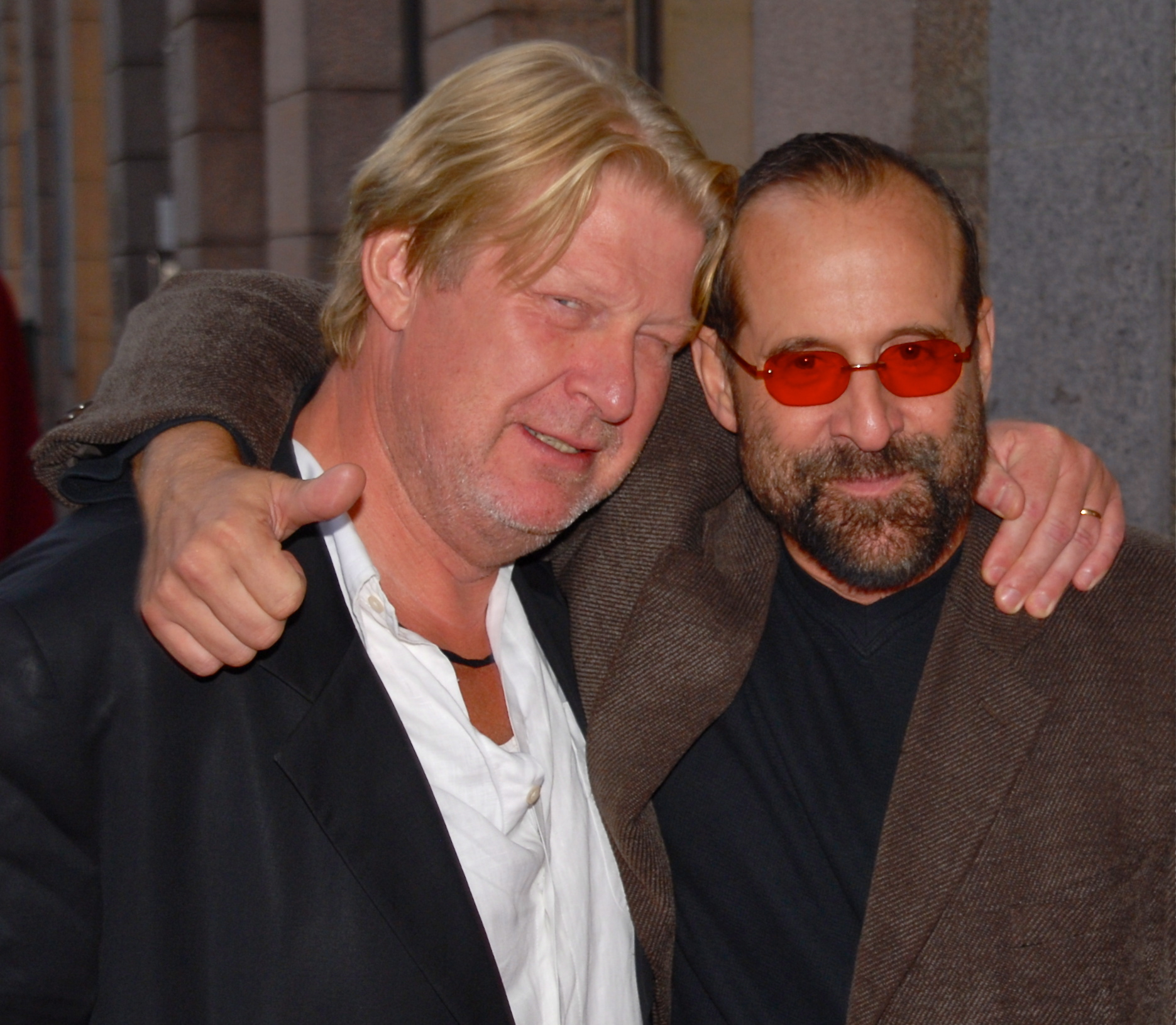
Peter Stormare (à droite) en compagnie de l’acteur suédois Rolf Lassgård, pour la première de ' à Stockholm le 5 septembre 2011.

Il tourne avec les des grands réalisateurs hollywoodiens, comme Steven Spielberg qui le dirige dans Le Monde perdu : Jurassic Park (1997) et Minority Report (2002), Michael Bay (Armageddon en 1998, Bad Boys 2 en 2003), ou encore John Woo (Windtalkers, 2002).
Parallèlement à sa carrière américaine, il continue à jouer sous la direction de cinéastes européens comme l'Allemand Wim Wenders (The Million Dollar Hotel, 1999), le Danois Lars von Trier (Dancer in the Dark, 2000) et le Suédois Lasse Hallström (Le Chocolat, 2001). L'année 2005 est particulièrement chargée avec des rôles dans Constantine, 2001 Maniacs et Les Frères Grimm.
Plutôt rare sur le petit écran, l'acteur accepte une apparition en guest-star dans Joey en 2004 avant de se laisser enfermer dans le pénitencier de Prison Break (2005). Il y incarne un dangereux chef de la mafia, John Abruzzi, qui purge une peine de 120 ans d'emprisonnement, et qui profite du plan de Scofield (Wentworth Miller) pour tenter de s'évader.
Stormare poursuit également une carrière musicale avec son groupe de rock Blonde From Fargo. En 2008, il a prête sa voix à un scientifique russe dans les cinématiques du jeu Command and Conquer : Alerte rouge 3.
En 2010, il joue le rôle d'un SS-Obergruppenführer (grade équivalent à général) dans le clip de la chanson Uprising, du groupe de métal suédois Sabaton.
En 2014 il joue le rôle de Berlin dans la série The Blacklist au cours des saisons 1 et 2.
En 2015, il prête sa voix et ses traits pour le jeu-vidéo Until Dawn dans lequel il incarne le Dr. Hill.
Le 13 septembre 2019, il apparaît dans le clip Steh Auf du groupe Lindemann en compagnie de Till Lindemann et de Peter Tägtgren, ainsi que dans celui de Frau & Mann le 23 novembre 2019.

## Filmographie

### Cinéma

#### Longs métrages
- 1978 : Lyftet (en) de Christer Dahl (en) : Un prisonnier
- 1986 : Den frusna leoparden (sv) de Lárus Ýmir Óskarsson : Jerry
- 1990 : L'Éveil (Awakenings) de Penny Marshall : Un spécialiste en neurologie
- 1991 : Riflessi in un cielo scuro de Salvatore Maira : Carlo
- 1991 : Freud quitte la maison (en) (Freud's leaving home) de Susanne Bier : Berra
- 1992 : Fatale (Damage) de Louis Malle : Peter Wetzler
- 1996 : Fargo de Joel Coen : Gaear Grimsrud
- 1996 : Le Polygraphe (Polygraph) de Robert Lepage : Christof Haussman
- 1997 : Le Monde perdu : Jurassic Park (The Lost World : Jurassik Park) de Steven Spielberg : Dieter Stark
- 1997 : En présence d'un clown (Larmar och gör sig till) de Ingmar Bergman : Petrus Landahl
- 1997 : Le Damné (Playing God) de Andy Wilson : Vladimir
- 1998 : Hamilton (Commander Hamilton) de Harald Zwart : Carl Hamilton
- 1998 : Armageddon de Michael Bay : Lev Andropov, l'astronaute russe
- 1998 : Code Mercury (Mercury Rising) de Harold Becker : Stayes
- 1998 : The Big Lebowski de Joel et Ethan Coen : Un des nihilistes
- 1999 : 8 Millimètres (Eight Millimeter) de Joel Schumacher : Dino Velvet
- 2000 : Dancer in the Dark de Lars von Trier : Jeff
- 2000 : Bruiser de George A. Romero : Milo Styles
- 2000 : The Million Dollar Hotel de Wim Wenders : Dixie
- 2000 : Circus de Rob Walker : Julius
- 2001 : Le Chocolat (Chocolat) de Lasse Hallström : Serge Muscat
- 2001 : American Campers (Happy Campers) de Daniel Waters
- 2001 : Le Smoking (The Tuxedo) de Kevin Donovan : Dr Simms
- 2001 : Windtalkers : Les Messagers du vent (Windtalkers) de John Woo : Capitaine Hjelmstad
- 2002 : Bad Company de Joel Schumacher : Adrik Vas
- 2002 : Minority Report de Steven Spielberg : Dr Eddie Solomon
- 2002 : Bad Boys 2 de Michael Bay : Alexei
- 2002 : 13 Moons (en) de Alexandre Rockwell : Slovo
- 2003 : Spun de Jonas Åkerlund : Alexis Arquette
- 2004 : Constantine de Francis Lawrence : Lucifer
- 2004 : Birth de Jonathan Glazer : Clifford
- 2004 : Batman contre Dracula (The Batman vs. Dracula) : le comte Dracula
- 2005 : Les Frères Grimm (Brothers Grimm) de Terry Gilliam : Mercurio Cavaldi
- 2005 : 2001 Maniacs de Tim Sullivan : Professeur Ackerman
- 2006 : Super Nacho de Jared Hess : L'Empereur
- 2006 : Blackout (Unknown) de Simon Brand : Stefan Burian
- 2007 : Anamorph d'Henry Miller : Blair
- 2007 : Prémonitions (Premonition) de Mennan Yapo : Dr Norman Roth
- 2007 : Switch d'Ole Martin Hafsmo : Tommen
- 2008 : Insanitarium de Jeff Buhler : Dr Gianneti
- 2008 : Hot Protection (Witless Protection) de Charles Robert Carner : Arthur Grimsley
- 2008 : Suffer Island de Christian Duguay : Norman Hail
- 2008 : Varg de Daniel Alfredson : Klemens
- 2009 : Les Cavaliers de l'Apocalypse (Horsemen) de Jonas Åkerlund : David Splitz
- 2009 : The Killing Room de Jonathan Liebesman : Dr Phillips
- 2009 : L'Imaginarium du docteur Parnassus  (The Imaginarium of Doctor Parnassus) de Terry Gilliam : Le President
- 2009 : Isolerad (sv) (Corridor) de Johan Lundborg et Johan Storm : Micke
- 2010 : Small Town Murder Songs d'Ed Gass-Donnelly : Walter
- 2010 : Braquage à New York (Henry's Crime) de Malcolm Venville : Darek Millodragovic
- 2010 : Dylan Dog (Dylan Dog : Dead of Night) de Kevin Munroe : Gabriel
- 2010 : Undocumented de Chris Peckover : Z
- 2011 : Inseparable (en) de Dayyann Eng  : Richard
- 2011 : Marianne (en) de Filip Tegstedt  : Sven
- 2011 : False Trail (en) de Kjell Sundvall : Torsten
- 2012 : Lock Out de James Mather et Stephen St. Leger : Scott Langral
- 2012 : Kill the Gringo d'Adrian Grunberg : Frank
- 2012 : Small Apartments de Jonas Åkerlund : Mr Olivetti
- 2012 : Tai Chi Hero (en) de Stephen Fung : Duke Fleming
- 2013 : Hansel et Gretel : Witch Hunters de Tommy Wirkola : Berringer
- 2013 : Bad Milo! de Jacob Vaughan : Highsmith
- 2013 : Le Dernier Rempart (The Last Stand) de Kim Jee-woon : Burrell
- 2013 : No Pain No Gain (Pain and Gain) de Michael Bay : Dr Bjornson
- 2013 : Le Clan des gangsters (Educazione siberiana) de Gabriele Salvatores : Ink
- 2013 : Zero Theorem (The Zero Theorem) de Terry Gilliam : Un docteur
- 2013 : Autumn Blood (en) de Markus Blunder : Le Major
- 2014 : A Day To Kill (Mall) de Joe Hahn : Barry
- 2014 : Clown de Jon Watts : Karlsson
- 2014 : Un enfant dans la tête (I Am Here) d'Anders Morgenthaler : Le russe
- 2014 : 22 Jump Street de Phil Lord et Chris Miller : « le Fantôme »
- 2014 : Les Pingouins de Madagascar (Penguins of Madagascar) d'Eric Darnell et Simon J. Smith : Caporal (voix)
- 2014 : Tokarev (Rage) de Paco Cabezas : Francis O'Connell
- 2014 : Bang Bang Baby (en) de Jeffrey St. Jules  : George Holiday
- 2015 : Strange Magic de Gary Rydstrom : Thang (voix)
- 2015 : Every Thing Will Be Fine de Wim Wenders : L'éditeur
- 2015 : Dark Summer (en) de Paul Solet : Stokes
- 2016 : Rupture de Steven Shainberg : Terrence
- 2017 : John Wick 2 (John Wick : Chapter Two) de Chad Stahelski : Abram Tarasov
- 2017 : La Marque de la vengeance (Kill 'em All) de Peter Malota : l'agent Mark Holman
- 2017 : V.I.P. (Beuiaipi) de Park Hoon-jeong : Paul Gray
- 2019 : The Poison Rose de George Gallo : Slide
- 2020 : Songbird d'Adam Mason : Emmett Harland
- 2022 : Day Shift de J. J. Perry : Troy
- 2023 : The Ritual Killer de George Gallo : le capitaine Marchand
- 2024 : Kill 'Em All 2 de Valeri Milev : l'agent Makr Holman
- 2025 : Until Dawn : La Mort sans fin (Until Dawn) de David F. Sandberg : Dr Alan J. Hill
- 2025 : Off the Grid de Johnny Martin : Belcor

#### Courts métrages
- 1990 : Från de döda d'Angelica Lundqvist : Un homme
- 2007 : They Never Found Her de Claude Kerven : Woods

### Télévision

#### Séries télévisées
- 1979 : Selambs : Un fermier (3 épisodes)
- 1983 : Häpnadsväktarna : Parkerare (saison 2, épisode 5)
- 1993 : Morsarvet : Capitaine Bergkvist (saison 1, épisode 5)
- 1995 : Screen Two : Byrd (saison 11, épisode 7)
- 1996 : Swift Justice : Johnny D (saison 1, épisode 12)
- 1998 : Seinfeld : Pete (saison 9, épisode 18)
- 2001 : Hamilton : Carl Hamilton (4 épisodes)
- 2002 - 2003 : Ellie dans tous ses états (Watching Ellie) : Ingvar (11 épisodes)
- 2004 : Joey : Viktor (saison 1, épisode 7)
- 2005 - 2006 : Prison Break : John Abruzzi (22 épisodes)
- 2007 : Les Experts (CSI : Crime Scene Investigation) : George « Binky » Babinkian (saison 7, épisode 21)
- 2008 : Monk : Petya Lovak (saison 6, épisode 14)
- 2008 : Transformers : Animated : Meltdown / Prometheus Black (animation, 3 épisodes)
- 2009 : Entourage : Aaron Cohen (saison 6, épisodes 8 et 9)
- 2010 : Weeds : Chef (saison 6, épisodes 3 et 4)
- 2010 : Hawaii 5-0 (Hawaii Five-0) : Drago Zankovic (saison 1, épisode 2)
- 2011 : Covert Affairs : Max Kupala (saison 2, épisode 6)
- 2011 : Wilfred : Face de pet (saison 1, épisode 10)
- 2011 : Leverage : Gunter Hanzig (saison 4, épisode 12)
- 2011 : Ben 10 : Ultimate Alien : Roi Viktor / Roi Xarion (animation, saison 2, épisode 3)
- 2012 : NCIS : Los Angeles : Martin Källström, l'agent d'Interpol (saison 3, épisode 15)
- 2012 : Body of Proof : Wilson Polley (saison 2, épisode 20)
- 2013 : Phinéas et Ferb (Phineas and Ferb) : Whiplash (animation, saison 4, épisode 13)
- 2014 : Psych : Enquêteur malgré lui (Psych) : Cyrus Polk (saison 8, épisode 4)
- 2014 : Rake : Jack Tarrant (saison 1, épisode 1)
- 2014 : Blacklist (The Blacklist) : Milos « Berlin » Kirchoff (saisons 1 et 2, 6 épisodes)
- 2014 - 2015 : Arrow : Werner Zytle / Comte Vertigo (en) (saison 3, épisodes 1 et 13)
- 2014 - 2015 : Manhattan : Lazar (5 épisodes)
- 2014 - 2016 - 2017 : Longmire : Chance Gilbert (6 épisodes)
- 2015 : Graceland : Martun Sarkissian (3 épisodes)
- 2015 - 2017 : Les Tortues Ninja (Teenage Mutant Ninja Turtles) : Lord Dregg (animation, 7 épisodes)
- 2015 - 2017 : Penn Zero : Héros à mi-temps (Penn Zero : Part-Time Hero) : Rufus (animation, 2 épisodes)
- 2016 : Jour polaire (Midnattssol) : Rutger Burlin (2 épisodes)
- 2016 : Les Pires Profs (Those Who Can't) : Conrad Carson (2 épisodes)
- 2016 - 2017 : Black Widows : Folke Lundgren (9 épisodes)
- 2016 - 2018 : Swedish Dicks : Ingmar Andersson (20 épisodes)
- 2017 : Justice League Action : Mr. Freeze (animation, saison 1, épisode 17)
- 2017 : Jeff & Some Aliens (en) : le chauffeur de taxi (voix)
- 2017 - 2018 : Get Shorty (en) : Hafdis Snaejornsson (7 épisodes)
- 2017 - 2018 : La Loi de Milo Murphy (Milo Murphy's Law) : Tobias Trollhammer (animation, 3 épisodes)
- 2017 - 2021 : American Gods : Czernobog (7 épisodes)
- 2018 : Castlevania : Godbrand (animation, saison 2, 7 épisodes)
- 2018 : LA to Vegas : Artem (15 épisodes)
- 2020 : Briarpatch : Gunther (saison 1, épisode 5)
- 2020 : Teen Titans Go ! : Fibulon (animation, saison 6, épisode 18)
- 2020 : Animaniacs : Nickelwise (animation, saison 1, épisode 11)
- 2021 : The Box (en) : Jedidiah Brag  (7 épisodes)
- 2022 : Chivalry (en) : Garth (saison 1, épisode 5)
- 2023 : 1923 : Lucca (saison 1, épisode 5)
- 2024 : Twilight of the Gods : Ulfr (voix)

#### Téléfilms
- 1986 : Seppan d'Agneta Fagerström-Olsson : Le père de Sara
- 1996 : Ett sorts Hades de Lars Norén : Ulf
- 1999 : Purgatory d'Uli Edel : Cavin Guthrie
- 2003 : Hitler : La Naissance du mal (Hitler : The Rise of Evil) de Christian Duguay : Ernst Röhm

### Jeux vidéo
- 2008 : Command and Conquer : Alerte rouge 3 : Professeur Zelinsky[4]
- 2008 : Mercenaries : Playground of Destruction : Mattias Nillson
- 2009 : Wanted : Les Armes du destin  (Wanted : Weapons of Fate) : L'immortel
- 2009 : Quake 4 : Lieutenant Strauss
- 2010 : Prison Break : The Conspiracy : John Abruzzi (voix)
- 2013 : Call of Duty: Black Ops II : Le remplaçant[5] (trailer)
- 2014 : Destiny : Arach Jalaal
- 2014 : The Elder Scrolls Online : Jorunn Skald-King
- 2015 : Until Dawn : Dr Hill
- 2015 : Call of Duty: Black Ops III : Le remplaçant
- 2019 : Call of Duty: Black Ops IIII : Le remplaçant
- 2024 : Call of Duty: Black Ops 6 : Le remplaçant

### Clips
- 2010 : Sabaton : Uprising
- 2019 : Lindemann : Steh Auf
- 2019 : Lindemann : Frau & Mann
- 2023 : Pain (groupe) : Go With The Flow

## Discographie
- 2002 : Dallerpölsa och småfåglar
- 2004 : Swänska hwisor vol 1
- 2005 : Lebowski-Fest 2005
- 2007 : Seven Seas Track on the The Poodles CD Sweet Trade
- 2010 : David Vendetta - Vendetta 2010

## Voix francophones
En version française, Peter Stormare est doublé par de nombreux comédiens jusqu'au milieu des années 2000. Si Bernard Métraux lui prête sa voix entre 1996 et 2003 dans Fargo, 8 millimètres et Hitler : La Naissance du mal, l'acteur est doublé durant cette période par Patrick Laplace dans Le Monde perdu : Jurassic Park, Dominique Collignon-Maurin dans Armageddon et The Million Dollar Hotel, Patrick Messe dans Windtalkers : Les Messagers du vent, Marc Alfos dans Circus, Philippe Vincent dans Le Smoking, Michel Dodane dans American Campers et Birth, Féodor Atkine dans Minority Report, Mikhail Polichtchouk dans Bad Boys 2, Michel Vigné dans Bad Company et Patrick Borg dans Ellie dans tous ses états.
Entre 2005 et 2014, Peter Stormare est principalement doublé par Patrick Poivey. Le comédien le double notamment dans Prison Break, Hawaii 5-0, Hansel et Gretel : Chasseurs de sorcières, Le Dernier Rempart, Psych ou encore Blacklist. Parallèlement, Peter Stormare est de nouveau doublé par Patrick Borg dans Constantine, puis  Pierre Santini dans Les Frères Grimm, José Luccioni dans Entourage, alors que Michel Vigné le retrouve dans Prémonitions puis Covert Affairs. Il est également doublé par Gilles Morvan dans Weeds, Loïc Houdré dans Braquage à New York, Gabriel Le Doze dans Leverage, Philippe Roullier dans Kill the Gringo, François Siener dans Body of Proof et de nouveau Bernard Métraux dans Lock Out et 22 Jump Street.
À partir de la deuxième moitié des années 2010, l'acteur est doublé par de nombreux comédiens : Patrick Béthune le double dans Jour polaire et Rupture, Patrick Raynal dans Arrow, tandis que Féodor Atkine le retrouve dans American Gods et LA to Vegas, de même que Patrick Laplace dans Longmire et La Marque de la vengeance, ainsi que Gabriel Le Doze dans Songbird. Par la suite, l'acteur est doublé par Cyrille Monge dans The Poison Rose, Éric Peter dans Day Shift et Paul Borne dans 1923.